# 全国高等学校サッカー選手権大会茨城県大会
全国高等学校サッカー選手権大会茨城県大会（ぜんこくこうとうがっこうサッカーせんしゅけんたいかい いばらきけんたいかい）は、全国高等学校サッカー選手権大会の茨城県予選大会である。

## 大会要項
主催公益財団法人茨城県サッカー協会、茨城県高等学校体育連盟、日本テレビ放送網
シードチームインターハイ予選の結果によってシードチームが決まる。
地区予選県西、県南、県北、水戸、県東の各ブロックで地区予選を行う。
決勝トーナメント地区予選を勝ち上がったチームとシードチームが、全国大会出場をかけてトーナメント方式で試合を行う。

## 茨城県大会の歴史
茨城県の高校サッカーには、日立第一高校を中心とした日立市の高校がリードした1950年代後半から1960年代、古河第一高校と水戸商業高校が台頭した1970年代から1990年代前半、鹿島学園高校と鹿島高校が高校選手権代表の座を占めるようになった1990年代後半から2010年代と、3つの流れがあった。
1947年度の第26回大会では、茨城県立水戸工業学校（現在の茨城県立水戸工業高等学校）が出場し、全国ベスト4となった。
1950年代から1960年代には、日立第一高校が、1956年度の第26回大会で宮本征勝を擁して初出場して準優勝し、1964年までに6回出場した。日立工業高校は、1957年度の第36回大会に初出場した。
1970年代から1990年代前半には、古河第一高校が1973年度の第52回大会、水戸商業高校が1974年度の第53回大会でそれぞれ初出場している。古河第一高校は1992年までに全国大会に9回出場し、1978年度の第57回大会と1980年度の第59回大会で中野雄二らを擁して優勝した。水戸商業高校は2003年までに8回出場し、1979年度の第58回大会ではベスト4となった。また、日立第一高校は1977年度の第56回大会に出場し、日立工業高校は1980年代に3回出場した。
1990年代後半から2010年代には、鹿島高校が1995年度の第74回大会、鹿島学園高校が2004年度の第83回大会でそれぞれ初出場している。鹿島学園高校は2016年までに8回出場し、2008年度の第87回大会ではベスト4となった。鹿島高校は2009年までに6回出場した。また、1993年度の第73回大会で初出場の水戸短期大学付属高校は、2012年に校名を水戸啓明高校と変更したあとも含め、2013年度までに6回出場した。
その後、第一学院高校は2014年度の第93回大会、明秀日立高校は2015年度の第94回大会に、それぞれ初出場した。明秀日立高校は2016年度の第96回大会にも出場し、ベスト8となった。

### 東関東地区予選
茨城県の高校は、第54回大会までは東関東または関東の地区予選を勝ち上がることで、全国高等学校サッカー選手権大会に出場できた。
| 年度 | 回         | 代表校   | 出場回数     | 全国大会成績      |
| ---- | ---------- | -------- | ------------ | ----------------- |
| 1947 | 第26回大会 | 水戸工業 | 初出場       | ベスト4           |
| 1956 | 第35回大会 | 日立一   | 初出場       | 準優勝            |
| 1957 | 第36回大会 | 日立工   | 初出場       | 1回戦             |
| 1958 | 第37回大会 | 日立一   | 2年ぶり2回目 | 1回戦             |
| 1959 | 第38回大会 | 日立一   | 2年連続3回目 | ベスト8           |
| 1960 | 第39回大会 | 日立一   | 3年連続4回目 | 2回戦（初戦敗退） |
| 1961 | 第40回大会 | 日立一   | 4年連続5回目 | 1回戦             |
| 1964 | 第43回大会 | 日立一   | 3年ぶり6回目 | ベスト8           |
| 1973 | 第52回大会 | 古河一   | 初出場       | ベスト8           |
| 1974 | 第53回大会 | 水戸商   | 初出場       | 2回戦             |

### 茨城県予選
| 年度 | 大会        | 代表校     | 出場回数      | 準優勝校   | 県ベスト4校 | 県ベスト4校 | 全国大会成績      | 出典   |
| ---- | ----------- | ---------- | ------------- | ---------- | ----------- | ----------- | ----------------- | ------ |
| 1976 | 第55回大会  | 古河一     | 3年ぶり2回目  |            |             |             | ベスト8           |        |
| 1977 | 第56回大会  | 日立一     | 13年ぶり7回目 |            |             |             | 1回戦             |        |
| 1978 | 第57回大会  | 古河一     | 2年ぶり3回目  |            |             |             | 優勝              |        |
| 1979 | 第58回大会  | 水戸商     | 5年ぶり2回目  |            |             |             | ベスト4           |        |
| 1980 | 第59回大会  | 古河一     | 2年ぶり4回目  |            |             |             | 優勝              |        |
| 1981 | 第60回大会  | 古河一     | 2年連続5回目  |            |             |             | ベスト4           |        |
| 1982 | 第61回大会  | 水戸商     | 3年ぶり3回目  |            |             |             | 2回戦             |        |
| 1983 | 第62回大会  | 日立工     | 26年ぶり2回目 |            |             |             | ベスト16          |        |
| 1984 | 第63回大会  | 日立工業   | 2年連続3回目  |            |             |             | ベスト8           |        |
| 1985 | 第64回大会  | 古河一     | 4年ぶり6回目  | 水戸商     | 日立工業    | 境          | 2回戦（初戦敗退） |        |
| 1986 | 第65回大会  | 古河一     | 2年連続7回目  | 水戸商     | 境          | 古河三      | 2回戦             |        |
| 1987 | 第66回大会  | 古河一     | 3年連続8回目  | 水戸商     | 日立工業    | 水戸短大付  | ベスト16          |        |
| 1988 | 第67回大会  | 水戸商     | 6年ぶり4回目  | 古河三     | 古河一      | 日立工業    | ベスト16          |        |
| 1989 | 第68回大会  | 日立工業   | 5年ぶり4回目  | 水戸商     | 日立一      | 土浦日大    | 1回戦             |        |
| 1990 | 第69回大会  | 水戸商     | 2年ぶり5回目  | 古河一     | 緑岡        | 水戸短大付  | 1回戦             |        |
| 1991 | 第70回大会  | 水戸商     | 2年連続6回目  | 境         | 古河一      | 水戸短大付  | 1回戦             |        |
| 1992 | 第71回大会  | 古河一     | 5年ぶり9回目  | 日立工業   | 水戸商業    | 境          | 1回戦             |        |
| 1993 | 第72回大会  | 水戸短大付 | 初出場        | 古河一     | 日立工業    | 波崎柳川    | ベスト16          |        |
| 1994 | 第73回大会  | 水戸短大付 | 2年連続2回目  | 日立工業   | 波崎柳川    | 高萩工業    | 2回戦             |        |
| 1995 | 第74回大会  | 鹿島       | 初出場        | 水戸短大付 | 鹿島学園    | 日立工業    | 2回戦             |        |
| 1996 | 第75回大会  | 水戸商     | 5年ぶり7回目  | 鹿島       | 水戸桜ノ牧  | 水戸短大付  | 2回戦             |        |
| 1997 | 第76回大会  | 水戸短大付 | 3年ぶり3回目  | 水戸商     | 鹿島        | 水戸葵陵    | 2回戦             |        |
| 1998 | 第77回大会  | 鹿島       | 3年ぶり2回目  | 藤代紫水   | 水戸商      | 水戸桜ノ牧  | 2回戦             |        |
| 1999 | 第78回大会  | 鹿島       | 2年連続3回目  | 水戸商     | 古河一      | 境          | 2回戦（初戦敗退） |        |
| 2000 | 第79回大会  | 水戸短大付 | 3年ぶり4回目  | 下館二     | 境          | 水戸商      | 2回戦             | [ 2 ]  |
| 2001 | 第80回大会  | 鹿島       | 2年ぶり4回目  | 水戸商     | 鹿島学園    | 水戸葵陵    | 1回戦             | [ 3 ]  |
| 2002 | 第81回大会  | 鹿島       | 2年連続5回目  | 水戸短大付 | 水戸商      | 古河三      | ベスト16          | [ 4 ]  |
| 2003 | 第82回大会  | 水戸商     | 7年ぶり8回目  | 水戸短大付 | 水戸桜ノ牧  | 鹿島学園    | 2回戦（初戦敗退） | [ 5 ]  |
| 2004 | 第83回大会  | 鹿島学園   | 初出場        | 水戸商     | 水戸短大付  | 水戸葵陵    | 2回戦（初戦敗退） | [ 6 ]  |
| 2005 | 第84回大会  | 鹿島学園   | 2年連続2回目  | 水戸短大付 | 鹿島        | 総和        | ベスト8           | [ 7 ]  |
| 2006 | 第85回大会  | 鹿島学園   | 3年連続3回目  | 水戸商     | 水戸葵陵    | 水戸短大付  | ベスト16          | [ 8 ]  |
| 2007 | 第86回大会  | 水戸短大付 | 7年ぶり5回目  | 鹿島学園   | 水戸桜ノ牧  | 下妻二      | 1回戦             | [ 9 ]  |
| 2008 | 第87回大会  | 鹿島学園   | 2年ぶり4回目  | 水戸商     | 鹿島        | 常総学院    | ベスト4           | [ 10 ] |
| 2009 | 第88回大会  | 鹿島       | 7年ぶり6回目  | 常総学院   | 鹿島学園    | 水戸商      | 2回戦（初戦敗退） | [ 11 ] |
| 2010 | 第89回大会  | 鹿島学園   | 2年ぶり5回目  | ウイザス   | 水戸商      | 明秀日立    | 2回戦             | [ 12 ] |
| 2011 | 第90回大会  | 鹿島学園   | 2年連続6回目  | ウイザス   | 総和        | 鹿島        | 2回戦             | [ 13 ] |
| 2012 | 第91回大会  | 鹿島学園   | 3年連続7回目  | 総和       | 鹿島        | 水戸啓明    | 1回戦             | [ 14 ] |
| 2013 | 第92回大会  | 水戸啓明   | 6年ぶり6回目  | 鹿島学園   | 水戸桜ノ牧  | 水戸商      | ベスト16          | [ 15 ] |
| 2014 | 第93回大会  | 第一学院   | 初出場        | 鹿島       | 鹿島学園    | 水戸桜ノ牧  | 2回戦（初戦敗退） | [ 16 ] |
| 2015 | 第94回大会  | 明秀日立   | 初出場        | 第一学院   | 鹿島学園    | 古河第一    | 2回戦             | [ 17 ] |
| 2016 | 第95回大会  | 鹿島学園   | 4年ぶり8回目  | 明秀日立   | 水戸桜ノ牧  | 鹿島        | 2回戦             | [ 18 ] |
| 2017 | 第96回大会  | 明秀日立   | 2年ぶり2回目  | 水戸啓明   | 鹿島        | 鹿島学園    | ベスト8           | [ 19 ] |
| 2018 | 第97回大会  | 明秀日立   | 2年連続3回目  | 鹿島学園   | 水戸啓明    | 古河第一    | 2回戦             | [ 20 ] |
| 2019 | 第98回大会  | 明秀日立   | 3年連続4回目  | 鹿島学園   | 古河第一    | 水戸商      | 2回戦             | [ 21 ] |
| 2020 | 第99回大会  | 鹿島学園   | 4年ぶり9回目  | 明秀日立   | 水戸商      | 古河第一    | 2回戦             | [ 22 ] |
| 2021 | 第100回大会 | 鹿島学園   | 2年連続10回目 | 明秀日立   | 境          | 古河第一    | 3回戦             | [ 23 ] |
| 2022 | 第101回大会 | 鹿島学園   | 3年連続11回目 | 水戸啓明   | 常総学院    | 明秀日立    | 2回戦             | [ 24 ] |
| 2023 | 第102回大会 | 明秀日立   | 4年ぶり5回目  | 霞ヶ浦     | 古河第一    | 鹿島学園    | 3回戦             | [ 25 ] |
| 2024 | 第103回大会 | 明秀日立   | 2年連続6回目  | 鹿島学園   | 霞ヶ浦      | 東洋大牛久  | ベスト8           |        |

## 代表校の全国大会における主な戦績

### 優勝
- 古河一 - 2回

### 準優勝
- 日立一 - 1回

## テレビ放送
第103回（2024年）現在
地上波
決勝戦のみ日本テレビ(関東ローカル)で、開催当日の深夜に中継録画にて放送。
CSデジタル放送
準決勝を日テレNEWS24で、決勝戦を日テレジータスでそれぞれ生中継。また準決勝・決勝共に日テレジータスで後日再放送も実施。